# Żelazki (powiat gołdapski)
Żelazki (niem. Szielasken, 1936–1938 Schielasken) – osada w Polsce położona w województwie warmińsko-mazurskim, w powiecie gołdapskim, w gminie Gołdap.
W latach 1975–1998 miejscowość administracyjnie należała do województwa suwalskiego.
Podczas akcji germanizacyjnej nazw miejscowych i fizjograficznych (tzw. chrzty hitlerowskie) utrwalona historycznie nazwa niemiecka Szielasken / Schielasken została w 1938 r. zastąpiona przez administrację nazistowską sztuczną formą Hallenfelde. 
Inne miejscowości o nazwie : Żelazki